# قائمة المواقع الإلكترونية المحجوبة في فلسطين
قامت السلطة الفلسطينية في رام الله بحجب العديد من المواقع الالكترونية في الضفة الغربية معظمها مواقع إخبارية أو مواقع إسلامية أو تابعة لحركة حماس.
في عام 2017، اُصدر قرار جديد لم يُنشر بالحجب على مجموعة من المواقع أشير إنها مقربة من محمد دحلان أو حركة حماس، ومرر القرار إلى شركات تزويد الخدمات مباشرة. اعتبر القرار انتهاكا دستوريا وتعديا على حرية التعبير والوصول إلى المعلومة من قبل المؤسسات الحقوقية. أُتبع القرار بعدها وبعد انتقادات واسعة بـ«قانون الجريمة الإلكترونية» أصدره رئيس السلطة محمود عباس «كقرار بقانون»، حمل رقم 16 لسنة 2017، الذي منح صلاحيات واسعة للأجهزة الأمنية للتدخل في ومراقبة ووقف مستخدمي الإنترنت بناء على تعريفات فضفاضة. واجه القرار أيضا انتقادات حقوقية وصحفية تداعت إلى إستدعاءات بعثت بها الأجهزة الإستخباراتية الفلسطينية لصحفيين ومواطنين. ودوليا، أرسل المقرر الخاص  في الأمم المتحدة المعني بتعزيز وحماية الحق في حرية الرأي والتعبير، ديفيد كاي خطابا إلى الحكومة الفلسطينية عبر فيه عن قلقه من السرية الكاملة التي احيطت بإقرار القانون الجديد، وعدم عرضه على النقاش المجتمعي، واحتواءه على بنود فضفاضة وعقوبات «بالغة القسوة» تجرم الحرية المشروعة للتعبير عن الرأي، وتنتهك الحق في الخصوصية، وتزامنه مع حجب ما لا يقل عن ثلاثين موقعاً إلكترونياً؛ بما فيها مواقع تنشر أخبار أو آراء تنتقد أداء دولة فلسطين، وخشيته من توظيفه في ظل غياب قانون «حق الوصول إلى المعلومات» لحجب المواقع الإلكترونية، واستخدام بنوده للقبض على المنتقدين بتهم من قبيل «الإساءة إلى الرئيس» لمأسسة الانتهاكات التي تمس الحقوق الأساسية للإنسان وتهديد لقدرة المبلغين عن جرائم الفساد والصحفيين -لا سيما الأستقصائيين- على أداء مهامهم بحرية، مشيرا إلى أن «دولة فلسطين» قد انضمت إلى العهد الدولي الخاص بالحقوق المدنية والسياسية في 2014 وتعارض القانون مع ذلك العهد.

## الضفة الغربية
| اسم الموقع               | تاريخ الحجب | رابط الموقع                                                        | ملاحظات |
| ------------------------ | ----------- | ------------------------------------------------------------------ | ------- |
| وكالة صفا                | 2017        | http://safa.ps                                                     |         |
| وكالة فلسطين الآن        | 2017        | http://paltimes.net                                                |         |
| شبكة فلسطين للحوار       | 2017        | http://www.paldf.net                                               |         |
| وكالة شهاب للأنباء       | 2017        | http://shehab.ps                                                   |         |
| المجد نحو وعي أمني       | 2019        | https://almajd.ps نسخة محفوظة 22 يوليو 2020 على موقع واي باك مشين. |         |
| أمد للإعلام              | 2019        | https://amad.ps                                                    |         |
| عكا للشؤون الاسرائيلية   | 2019        | http://akka.ps                                                     |         |
| صحيفة فلسطين             | 2019        | http://www.felesteen.ps                                            |         |
| عربي 21                  | 2019        | https://arabi21.com                                                |         |
| شبكة قدس الإخبارية       | 2019        | http://www.qudsn.ps                                                |         |
| صحيفة الرسالة            | 2019        | http://alresalah.ps                                                |         |
| موقع قناة الكوفية        | 2019        | https://alkofiya.tv                                                |         |
| وكالة غزة الآن الإخبارية | 2019        | https://gazaalan.net                                               |         |
|                          |             |                                                                    |         |
|                          |             |                                                                    |         |
|                          |             |                                                                    |         |
|                          |             |                                                                    |         |